# Kwas walerianowy
Kwas walerianowy, C
4H
9COOH – organiczny związek chemiczny z grupy alifatycznych kwasów karboksylowych. Występuje w korzeniach niektórych roślin, na przykład arcydzięgla i kozłka lekarskiego. Występuje także w schizocelu nicieni. Charakteryzuje się specyficznym zapachem, przez jednych odbieranym jako przykry, przez innych jako słodki i miodowy. Uważany jest za afrodyzjak dla kotów.

## Właściwości
Kwas walerianowy w temperaturze pokojowej jest oleistą, bezbarwną cieczą. Łatwo rozpuszcza się w wodzie i większości organicznych rozpuszczalników polarnych, między innymi acetonie, etanolu, eterze.

## Zastosowanie
Używany jest głównie do otrzymywania estrów. Estry kwasu walerianowego, czyli walerianiany, mają przyjemny zapach, w związku z czym stosuje się je w przemyśle perfumeryjnym i kosmetycznym.